# Capella del Roser de Sant Martí Sesgueioles
La Capella del Roser de Sant Martí Sesgueioles és una obra de Sant Martí Sesgueioles (Anoia) inclosa a l'Inventari del Patrimoni Arquitectònic de Catalunya.

## Descripció
Petit edifici de planta rectangular amb porta allindada de pedra ben tallada i un petit campanaret d'espadanya. Els murs són de carreus de pedra, el cobert a dues vessants i a la façana té un rellotge de sol pintat a la paret.

## Història
Aquesta petita capella fou aixecada vers el 1670 per Pau Dalmases i d'altres vilatans.